# Unsichtbar Verlag
Der Unsichtbar Verlag ist ein überwiegend auf junge Autoren ausgerichteter Buchverlag, der 2011 von Andreas Köglowitz gegründet wurde. Zum Jahresbeginn 2020 stellte der Verlag seine Tätigkeit weitgehend ein.

## Geschichte
Der Verleger des Ubooks Verlages Andreas Köglowitz war nach elf Jahren mit der Ausrichtung seines alten Verlages unzufrieden und beschloss mit einem Teil des Programms, einen neuen Verlag für junge deutsche Gegenwartsliteratur zu gründen. Dabei wurde fast die komplette Autorenschaft des Anti-Pop Bereichs des alten Verlages übernommen.
Weiterhin erschienen Dokumentationen im Fernsehen und eine Dokumentation im Kinoformat.
Seit 2012 stellt der Verlag auch Minibücher in der Edition kleinLAUT her.

## Autoren des Verlages
- Dirk Bernemann
- Andy Strauß
- Jan Off
- Christian Ritter
- Stefan Kalbers
- Sebastian Caspar
- Aron Boks